# Cholachagudda, Badami
Cholachagudda là một làng thuộc tehsil Badami, huyện Bagalkot, bang Karnataka, Ấn Độ.